# The Massacre
The Massacre este al doilea album de studio al lui 50 Cent. A fost lansat cu 5 zile înainte de data inițială de lansare datorită scurgerii pe internet. S-a vândut în 1,14 milioane de exemplare în prima săptămână. Pentru fiecare melodie de pe The Massacre există un videoclip. Albumul a primit critici bune și a fost nominalizat la Premiile Grammy pentru Best Rap Album, dar a pierdut în fața albumului lui Kanye West, Late Registration.

## Circumstanțe
Titlul original al albumului era St. Valentine's Day Massacre și urma să fie lansat pe 14 februarie 2005, dar datorită lansării înaintea acestei date titlul său a fost schimbat în The Massacre. Pe 6 septembrie 2005 albumul a fost relansat. Noua versiune excludea remixul G-Unit al Hate It or Love It, includea remixul melodiei „Outta Control” și un DVD ce conținea câte un videoclip pentru fiecare melodie de pe album și un clip de prezentare a filmului Get Rich or Die Tryin'. Datorită scandalului său cu The Game, prin versiunea re-lansată a albumului, 50 Cent a ajuns iar pe prima poziție în topuri. The Massacre a fost lansat și într-o versiune cenzurată.

## Recepție
Albumul s-a vândut în 1,14 milioane de exemplare în prima săptămână. 
Albumul a primit critici bune, bazate pe un scor total de 66/100 din partea Metacritic. Revista Vibe i-a acordat 3,5 puncte din 5 și a afirmat „50 oferă un întins, deși mai puțin exploziv, album care vizează în același timp tăcerea detractorilor săi și menținerea doamnelor satisfăcute”. The Massacre a fost nominalizat la Premiile Grammy pentru Best Rap Album, dar a pierdut în fața albumului lui Kanye West, Late Registration. Albumul a clasat pe locul 10 ca cel mai bun album al anului de către Rolling Stone.

## Lista melodiilor
| Nr. | Titlu                                             | Producător(i)                   | Durata |
| --- | ------------------------------------------------- | ------------------------------- | ------ |
| 1   | „Intro”                                           | Eminem                          | 0:41   |
| 2   | „In My Hood”                                      | C. Styles Bang Out Eminem Resto | 3:51   |
| 3   | „This Is 50”                                      | Sha Money XL Black Jeruz        | 3:04   |
| 4   | „I'm Supposed To Die Tonight”                     | Eminem Resto                    | 3:51   |
| 5   | „Piggy Bank”                                      | Needlz                          | 4:15   |
| 6   | „Gatman and Robbin”                               | Eminem Bass Brothers            | 3:46   |
| 7   | „Candy Shop”                                      | Scott Storch                    | 3:29   |
| 8   | „Outta Control”                                   | Dr. Dre Mike Elizondo           | 3:21   |
| 9   | „Get In My Car”                                   | Hi-Tek                          | 4:05   |
| 10  | „Ski Mask Way”                                    | Disco D Eminem Resto            | 3:05   |
| 11  | „A Baltimore Love Thing”                          | Cue Beats                       | 4:17   |
| 12  | „Ryder Music”                                     | Hi-Tek                          | 3:51   |
| 13  | „Disco Inferno”                                   | C. Styles Bang Out              | 3:34   |
| 14  | „Just a Lil Bit”                                  | Scott Storch                    | 3:57   |
| 15  | „Gunz Come Out”                                   | Dr. Dre]] Mike Elizondo         | 4:24   |
| 16  | „My Toy Soldier”                                  | Eminem Resto                    | 3:44   |
| 17  | „Position of Power”                               | J. R. Rotem                     | 3:12   |
| 18  | „Build You Up”                                    | Scott Storch                    | 2:55   |
| 19  | „God Gave Me Style”                               | Needlz                          | 3:01   |
| 20  | „So Amazing”                                      | J. R. Rotem                     | 3:16   |
| 21  | „I Don't Need 'Em”                                | Buckwild                        | 3:20   |
| 22  | „Hate It or Love It (G-Unit Remix)” (bonus track) | Cool & Dre                      | 4:23   |

## Notă
- Tradus din limba engleză.